# Poniński Książę

Herb Karola Ponińskiego wedle oryginalnego dyplomu z 1837 roku

Herb Aleksandra Ponińskiego wedle oryginalnego dyplomu z 1841 roku

Herb według Hefnera

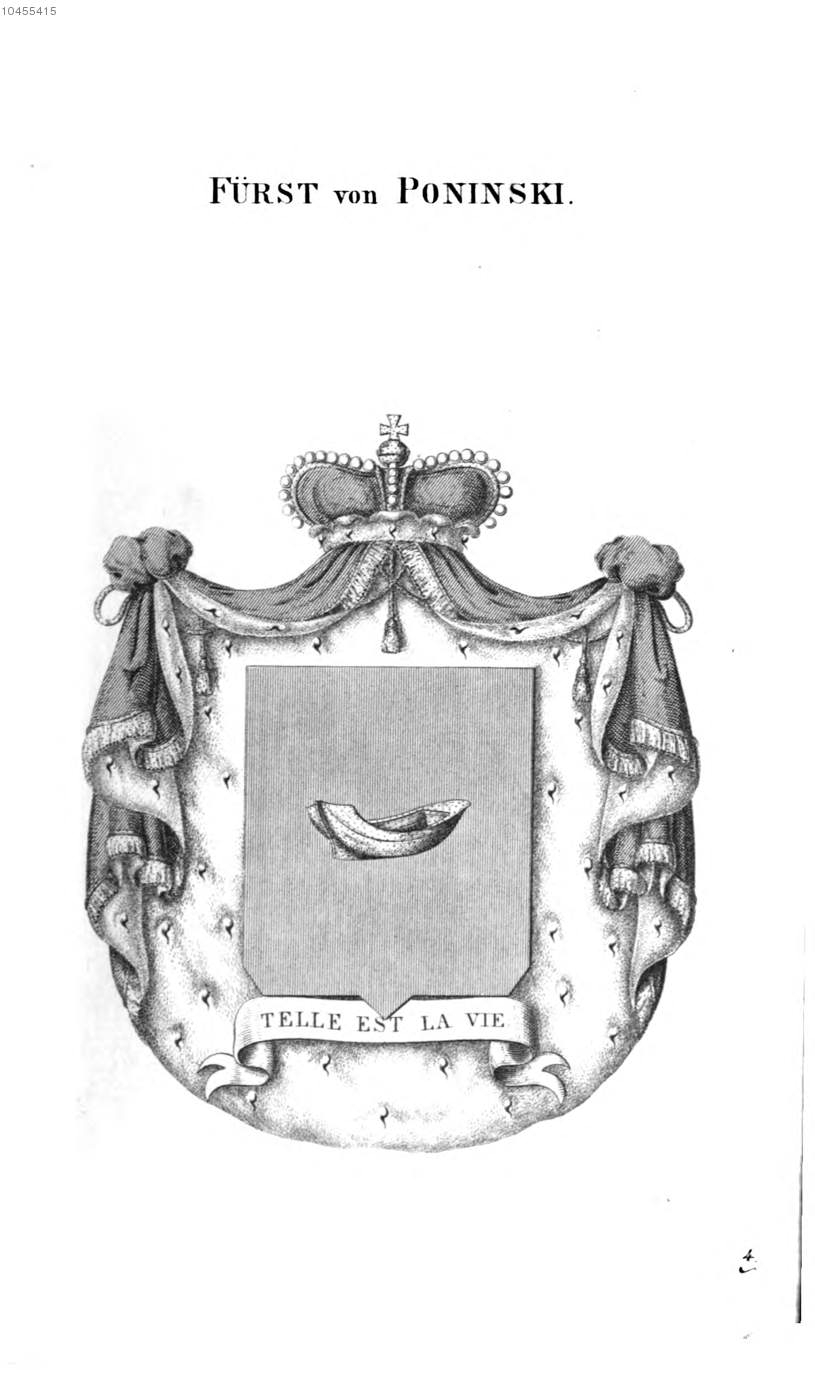
Herb według Tyroffa (1850)

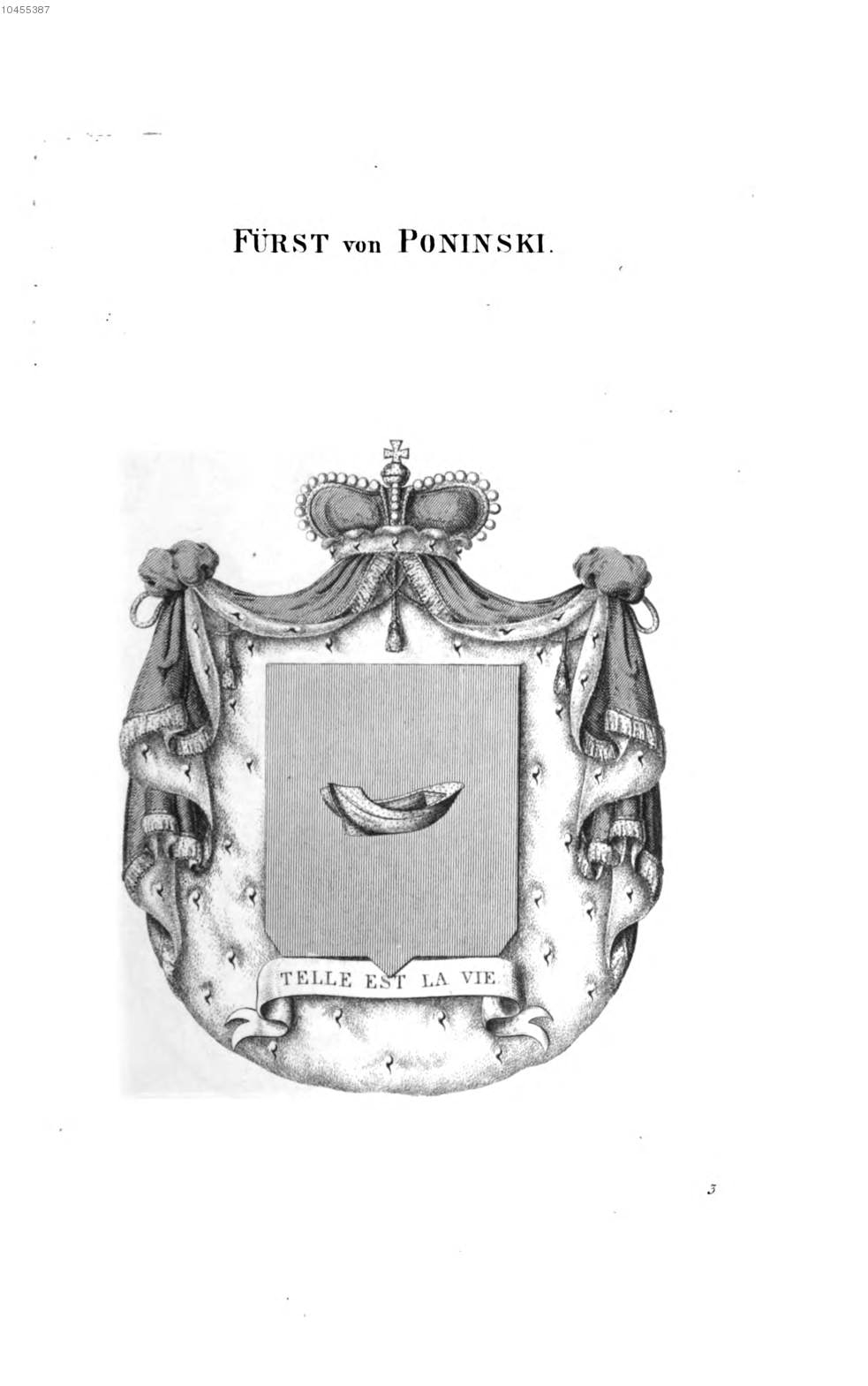
Herb według Tyroffa (1852)

Poniński Książę (Ponieński, Łodzia odm.) – polski herb książęcy, odmiana herbu Łodzia. Herb własny rodziny Ponińskich.

## Opis herbu

### Opis historyczny
Juliusz Ostrowski wymienia trzy warianty tego herbu:

Poniński Książę I, Ponieński, Łodzia odm.: Na tarczy pięciodzielnej w polu I czerwonem - srebrna krzywizna z krzyżem u góry (Szreniawa); w II czerwonem - trzy pasy prawoukośne złote (); w III czerwonem - łódź złota (Łodzia), w IV dwudzielnym błękitnem z prawej - pół srebrnej lilii, z lewej - szachownica czerwono-złota (Wyssogota); w V koroną książęcą nakrytym czerwonem - łódź złota (Łodzia). Nad tarczą pięć hełmów, z których środkowy z mitrą, pozostałe, w koronach szlacheckich; w pierwszym i trzecim - na trzech piórach strusich - łódź złota, w drugim - między czerwonymi trąbami o czterech dzwonkach złotych każda - lew wprost siedzący złoty; w czwartym - między gałązkami palmowymi zielonymi - lis wspięty, w piątym - pół męża w błękitnej szacie, z połówką lewą koła w prawej z mieczem w lewej ręce. Labry z prawej czerwone, z lewej błękitne, podbite złotem.

Poniński Książę II (Łodzia odm.): W polu czerwonem – łódź złota. Nad hełmem w koronie na pawim ogonie łódź złota. Labry czerwone podbite złotem. Nad tarczą płaszcz książęcy z mitrą.

Poniński Książę: W polu czerwonem – łódź złota. Nad tarczą mitra książęca.

### Opis współczesny
Opis skonstruowany współcześnie brzmi następująco:
Poniński Książę I (herb z 1837 roku): Tarcza czwórdzielna w krzyż z tarczą sercową. W polu I (Łodzia) czerwonym łódź złota, w polu II (Szreniawa matki obdarowanego, Józefy Lubomirskiej) czerwonym krzywaśń srebrna z takimże krzyżem, w III (herb rodu von Stein, ojca Lubomirskiej) czerwonym trzy skosy złote, w IV (powtórnie Łodzia, babki ojczystej Franciszki Szołdrskiej) czerwonym łódź złota, w V (Wyssogota prababki ojczystej Anny Zakrzewskiej) dzielonym w słup z prawej błękitnym pół lilii srebrnej, z lewej szachowane sześciorzędowe w trzy słupy czerwono-złote. Nad tarczą pięć hełmów z klejnotami w koronach: I na trzech piórach strusich łódź złota, II między trąbami bawolimi czerwonymi z pięcioma dzwoneczkami złotymi, lew siedzący na wprost złoty, w III między dwoma gałązkami zielonymi wiewiórka w lewo brązowa, w IV na trzech piórach strusich łódź złota, w V mąż w błękitnej szacie, w prawicy trzymający pół koła brązowego, w lewicy wzniesiony miecz srebrny. Labry z prawej czerwone, z lewej błękitne, podbite złotem. Całość na płaszczu gronostajowym czerwonym, po bokach związanym złotymi sznurami, zwieńczonym mitrą książęcą.
Opis powyższy pochodzi z oryginalnego dyplomu z roku 1837. Porównując go z opisem Ostrowskiego widać, że na środkowej tarczy i środkowym hełmie nie znajdowała się mitra, ale zwykła korona. Ostrowski błędnie opisał także klejnot z lisem (winna być wiewiórka). Ostrowski podał, że swoje informacje zaczerpnął m.in. z herbarza Siebmachera, gdzie istotnie odmalowano herb zgodnie z opisem Ostrowskiego. 
Poniński Książę II (herb z 1841 roku): W polu czerwonym łódź złota, nad tarczą hełm z klejnotem w koronie cztery pióra pawie, na których łódź złota, labry czerwone, podbite złotem, całość na płaszczu gronostajowym czerwonym, po bokach związanym złotymi sznurami, zwieńczonym mitrą książęcą.

## Geneza
Herb należy do Ponińskich, rodziny wielkopolskiej, wywodzącej się z Ponina w powiecie kościańskim. Ponińscy nie posiadają książęcych korzeni, jednakże najmłodsza gałąź w osobie Adama Ponińskiego otrzymała od króla Stanisława Augusta Poniatowskiego, tytuł książęcy polski w dniu 19 kwietnia 1773, potwierdzony przez Rzeczpospolitą 26 kwietnia 1774 roku, w Austrii 12 lipca 1818 r. i 27 stycznia 1821, na co dyplom otrzymali 30 października 1837 r. i 22 maja 1841 roku.
Potwierdzenie tytułu w 1837 roku z herbem genealogicznym zawierającym wywód przodków uzyskał Karol Poniński, syn Adama. Na takiej samej zasadzie potwierdzenie i ten sam herb miał otrzymać w 1841 roku Aleksander Poniński, ale ostatecznie na dyplomie znalazł się herb jednopolowy.
Herb książęcy Ponińskich odnotowały dwa herbarze J.A. Tyroffa z 1850 i z 1852 roku. U Tyroffa, herb to tarcza z łodzią położona na płaszczu książęcym nakrytym mitrą. Pod tarczą, na wstędze dewiza Telle est la vie (Takie jest życie).
W herbarzu Hefnera z 1863 roku herb przedstawiony jest po prostu jako tarcza z herbem Łodzia, nakryta mitrą książęcą. Hefner podaje także, że rodzina posługiwała się dewizą Telle est la vie. Dewizę tą powtarza, ale w odniesieniu do rodziny, nie konkretnego herbu, Borkowski, zaś w wersji łacińskiej, Talis vita, przytacza ją Leitgeber.
Juliusz Karol Ostrowski w swojej pracy z 1906 roku trzy wersje herbu zaczerpnął nie z oryginalnych nadań, ale od autorów wcześniejszych. Poniński Książę I i Poniński II Książę przytoczone zostały m.in. za herbarzem Siebmachera z 1905 roku. Poniński Książę zaczerpnięty został z herbarza Hefnera.

## Herbowni
Informacje na temat herbownych w artykule sporządzone zostały na podstawie wiarygodnych źródeł, zwłaszcza klasycznych i współczesnych herbarzy. Należy jednak zwrócić uwagę na częste zjawisko przypisywania rodom szlacheckim niewłaściwych herbów, szczególnie nasilone w czasie legitymacji szlachectwa przed zaborczymi heroldiami, co zostało następnie utrwalone w wydawanych kolejno herbarzach. Identyczność nazwiska nie musi oznaczać przynależności do danego rodu herbowego. Przynależność taką mogą bezspornie ustalić wyłącznie badania genealogiczne.
Pełne listy herbownych nie są dziś możliwe do odtworzenia, także ze względu na zniszczenie i zaginięcie wielu akt i dokumentów w czasie II wojny światowej (m.in. w czasie powstania warszawskiego w 1944 spłonęło ponad 90% zasobu Archiwum Głównego w Warszawie, gdzie przechowywana była większość dokumentów staropolskich). Nazwisko znajdujące się w artykule pochodzi z Herbarza polskiego, Tadeusza Gajla. Występowanie danego nazwiska w artykule nie musi oznaczać, że konkretna rodzina pieczętowała się herbem Poniński. Często te same nazwiska są własnością wielu rodzin reprezentujących wszystkie stany dawnej Rzeczypospolitej, tj. chłopów, mieszczan, szlachtę. Herb Poniński jest herbem własnym, więc do jego używania uprawniona jest zaledwie jedna rodzina: Ponińscy.